# Who’s Got The Last Laugh Now Tour
A Who's Got the Last Laugh Now Tour a Scooter hatodik nagy turnésorozata, melyre 2006 márciusában került sor, germán nyelvterületen. A különleges képi- és hanghatások mellett a show színfoltja a régi black metal gitáros, Jeff "Mantas" Dunn, aki élő gitárjátékával színesítette az ezeket szerepeltető dalokat, mint például a Fire vagy a Faster Harder Scooter. A turné befejező helyszínén, Hamburgban DVD- és koncertlemez-felvétel készült, ebből lett az Excess All Areas.

## Turnéhelyszínek
- Hannover, Németország (2006. március 6.)
- Berlin (2006. március 7.)
- München (2006. március 8.)
- Lipcse (2006. március 10.)
- Zwickau (2006. március 11.)
- Drezda (2006. március 12.)
- Bécs, Ausztria (2006. március 13.)
- Mannheim, Németország (2006. március 16.)
- Karlsruhe (2006. március 17.)
- Zürich, Svájc (2006. március 18.)
- Filderstadt, Németország (2006. március 20.)
- Köln (2006. március 21.)
- Dortmund (2006. március 22.)
- Emden (2006. március 24.)
- Bréma (2006. március 25.)
- Hamburg (2006. március 26.)